# 活血丹
活血丹（学名：Glechoma longituba），别名：遍地香、地钱儿、钹儿草、连钱草、铜钱草、白耳莫、乳香藤等，多年生草本，具匍匐茎，上升，逐节生根。茎高10-20厘米，四棱形，基部通常呈淡紫红色，几无毛，幼嫩部分被疏长柔毛。其味辛，性凉，即可口服，又可外用，具有利湿通淋、清热解毒、散瘀消肿等功效。生于林缘、疏林下、草地中、溪边等阴湿处，海拔50-2000米。为唇形科活血丹属下的一个种。

## 扩展阅读
- 活血丹Glechoma longituba (Nakai) Kupr[]

[在维基数据编辑]
 《植物名實圖考·活血丹》，出自吳其濬《植物名實圖考》